# Natalina
Natalina est un prénom féminin écrit aussi Nataline, d'origine italienne et portugaise, variante de Nathalie.

## Date de fête
Ce prénom est fêté le 27 juillet comme les Nathalie.

## Origine et sens
Le mot Natalina provient du mot latin natalis dies signifiant « le jour de la naissance ».

## Personnalités portant ce prénom
- Pour l'ensemble des articles sur les personnes portant ce prénom, consulter :
  - la liste des articles dont le titre commence par ce prénom
  - les listes produites par Wikidata : Liste des personnes de prénom « Natalina » — même liste en incluant les éventuels prénoms composés qui contiennent « Natalina ».

Pour voir la liste complète des articles générées pour Nataline, consultez la liste générée automatiquement.